# Юи (окръг)
Юи (на френски: Huy) е окръг в Източна Белгия, провинция Лиеж. Площта му е 659 km², а населението – 113 097 души (по приблизителна оценка от януари 2018 г.). Административен център е град Юи.